# Ljubomora (glazbeni album)
Ljubomora je 20. album pjevačice Nede Ukraden izdan za srbijansko tržište 2005. godine u Grand produkciji. 

## Popis pjesama
1. Ljubomora (3:38)
2. Učila sam od najboljeg (3:13)
3. Kao opsjednuta (3:27)
4. Daj mi da te usrećim (3:39)
5. Živim, al' ne uživam (3:56)
6. Najbolje su cure (suradnja - Siniša Vuco i Alka Vuica) (3:17)
7. Tijelom žena, srcem stijena (3:36)
8. Ko je žena ta (3:17)
9. Biser lažnog sjaja (3:38)
10. Šokiras me ti (3:17)
11. Zla kob (3:18)

## O albumu
Napravivši sedmogodišnju stanku, Neda odlučuje ponovo sudjelovati na festivalima. Odabrala je pojaviti se na tek osnovanom festivalu – Radijski festival Srbije s pjesmom "Ljubomora", koja je trebala najaviti istoimeni album.
Album se pojavio pred sam kraj prosinca 2004. godine. I na njemu je bilo suradnje s hrvatskim autorima, koji su ovog puta pokušali ne koketirati previše s folk motivima, nego su se bazirali na komercijalnom pop-zvuku. Vodeća pjesma na albumu, pored "Ljubomore", bila je "Živim, al’ ne uživam". Izdvojile su se i pjesme "Učila sam od najboljeg" i "Daj mi da te usrećim", ali i pjesma "Najbolje su cure" koja je rađena u triju s Alkom Vuicom i Sinišom Vucom.